# وزارة التنمية الاجتماعية (البحرين)
وزارة التنمية الاجتماعيَّة، هي وزارة ضمن الحكومة البحرينيَّة، مسؤولة عن تقديم الخدمات الاجتماعيَّة وسن القوانين لحماية حقوق المُسنين وذوي الإعاقة وحماية الأسرة والطفولة والإرشاد الأسري في البلاد. وزير التنمية الاجتماعي الحالي هو أسامة أحمد خلف العصفور، منذ 21 نوفمبر 2022.

## وصلات خارجية
- موقع وزارة التنمية الاجتماعيَّة